# 1960年中華民國總統選舉
1960年中華民國總統選舉，即中華民國第三任總統副總統選舉，選舉方式為國民大會代表（以下簡稱國大代表）參與投票的間接選舉。選舉地點在臺北中山堂，時間為1960年3月21日。而該任副總統選舉則於隔日的3月22日舉行。選舉結果由時任總統蔣中正連任第三任總統，時任副總統陳誠則連任副總統。

## 背景
1960年，時任總統蔣中正參加競選第三任中華民國總統。此舉違反《中華民國憲法》第四十七條的「連選得連任一次」的規定（按原憲法），因此不少中國大陸外省來臺灣的自由主义政治人士如雷震、胡適等，以及本省菁英如李萬居、高玉樹等人便公開連署反對時任總統蔣中正違反憲法連任。雷震等人在《自由中國》發表一系列社论批评连任违反宪法，并于1960年筹划建立中国民主党参选。
最终，蔣中正還是在沒有其他候選人情況下連任中華民國第三任總統。雷震以“包庇匪谍、煽动叛乱”的罪名被判处十年徒刑。

### 增修動員戡亂時期臨時條款─打破總統連任次數限制
為了確保此次選舉與蔣中正連任合法，國民大會特別以「起立」投票的方式，通過修改《動員戡亂時期臨時條款》部分條文，於該條款第三條訂定「動員戡亂時期，總統副總統得連選連任，不受憲法第四十七條連任一次之限制」。因此，時任總統蔣中正的無限制連任競選法源得以成立。

另外，國民大會代表在稍早也修法，讓總統選舉選舉人的法定總人數改採「報到人數」，即不採計滯留在中國大陸的國大代表人數，此舉也有助於時任總統蔣中正以首輪投票就可通過該次選舉。

## 過程
3月21日早上，中華民國第三任總統選舉開始在國民大會舉行。主席為國大代表團推舉出來的國大代表賈景德，參選情況為中國國民黨總統候選人蔣中正的同額競選。該選舉中，共有1,576名國大代表參加投票。經投開票後，時任總統蔣中正以1,481票的絕對多數獲得連任。另外，他所搭檔的時任副總統陳誠，也於隔日的副總統選舉中（主席為何成濬）以超過半數的1,381票獲得連任。

## 得票情形
| 候選人 | 候選人 | 政黨  | 政黨       | 得票   | 得票   | 當選 |
| ------ | ------ | ----- | ---------- | ------ | ------ | ---- |
| 候選人 | 候選人 | 政黨  | 政黨       | 票數   | 得票率 | 當選 |
| 總統   | 蔣中正 |       | 中國國民黨 | 1,481  | 93.97% | 當選 |
| 副總統 | 陳誠   | 1,381 | 中國國民黨 | 91.76% |        | 當選 |

## 備註
- 1948年於全中國（含台灣跟中國大陸）選出的國大代表為3,045名。1954年2月於台北市報到的國大代表人數為1,578名，到1960年為止，1,576名國大代表中絕大多數仍是由大陸選出的所謂「萬年國代」。
- 1950年立法院修法，將國民大會開會人數從二分之一改成三分之一。
- 依中華民國法律，即使同額競選，該總統選舉首輪投票仍需過半數方能當選，否則需要舉行第二輪。

## 外部連結
- Chiang Kai-Shek Re-Elected 1960（页面存档备份，存于），百代新聞社